# Uszkodzone czołgi opuszczane są do ładowni statku handlowego
Uszkodzone czołgi opuszczane są do ładowni statku handlowego (ang. Damaged Tanks being Lowered into the Hold of a Merchant Ship) – obraz olejny namalowany w 1943 przez angielskiego malarza Bernarda Hailstone’a, znajdujący się w zbiorach Imperial War Museum w Londynie.

## Opis
Do wnętrza ładowni brytyjskiego statku handlowego, opuszczany jest przez właz podziurawiony amerykański czołg M4 Sherman użytkowany przez British Army pod oznaczeniem M4 General Sherman. Doker stojący na czołgu prawą ręką trzyma się jednej ze stalowych lin dźwigu, lewą ręką dając sygnał dźwigowemu. Drugi doker stojący pod czołgiem ciągnie linę, naprowadzając Shermana na właściwe mu miejsce w ładowni. Pozostali robotnicy portowi stoją wśród innych uszkodzonych czołgów m.in. M3 Stuart Honey Tank.
Ten bardzo prosty „z życia wzięty” obraz namalowano w okresie działań wojennych w Afryce podczas II wojny światowej.